# Woodburn (Iowa)
Woodburn es una ciudad ubicada en el condado de Clarke en el estado estadounidense de Iowa. En el Censo de 2010 tenía una población de 202 habitantes y una densidad poblacional de 122,63 personas por km².

## Geografía
Woodburn se encuentra ubicada en las coordenadas 41°0′39″N 93°35′47″O / 41.01083, -93.59639. Según la Oficina del Censo de los Estados Unidos, Woodburn tiene una superficie total de 1.65 km², de la cual 1.65 km² corresponden a tierra firme y (0%) 0 km² es agua.

## Demografía
Según el censo de 2010, había 202 personas residiendo en Woodburn. La densidad de población era de 122,63 hab./km². De los 202 habitantes, Woodburn estaba compuesto por el 99.01% blancos, el 0% eran afroamericanos, el 0% eran amerindios, el 0.99% eran asiáticos, el 0% eran isleños del Pacífico, el 0% eran de otras razas y el 0% pertenecían a dos o más razas. Del total de la población el 0% eran hispanos o latinos de cualquier raza.